# Sibercat
Sibercat est un super-héros soviétique appartenant à l'univers Marvel de la maison d'édition Marvel Comics. Il apparaît pour la première fois dans le comic book X-Factor Annual 1.

## Biographie du personnage
Illyich Lavrov, surnommé Illya, est recruté par le mutant russe Blind Faith pour devenir un combattant de la liberté, lorsque le régime soviétique prévoit d'éradiquer sa population mutante. Se faisant appeler « le Tigre de Sibérie », Lavrov prend le nom de code de Sibercat, après que le mercenaire Foxfire eut décimé les rangs des Super-Soldats Soviétiques. Il est sauvé par Blind Faith, qui lui fait rejoindre la seconde incarnation de l'équipe rebaptisée Winter Guard.

## Pouvoirs et capacités
Sibercat est un mutant possédant des attributs félins. Ses sens sont améliorés, de même que son agilité. Il combat avec ses griffes et ses crocs naturels.